# Mesomelaena pseudostygia
Mesomelaena pseudostygia är en halvgräsart som först beskrevs av Georg Kükenthal, och fick sitt nu gällande namn av Karen Louise Wilson. Mesomelaena pseudostygia ingår i släktet Mesomelaena och familjen halvgräs. Inga underarter finns listade i Catalogue of Life.